# Chrysler Concorde
El Chrysler Concorde es un automóvil mediano de cuatro puertas, con motor v6 y con tracción delantera, sedán, producido por Chrysler desde 1993 hasta 2004. Sustituyó al Chrysler Fifth Avenue en su gama. Fue uno de los tres modelos originales de la plataforma LH de Chrysler. El Concorde fue relacionado con el Dodge Intrepid, Eagle Vision, Chrysler 300M, Chrysler LHS, y la generación undécima y última del Chrysler New Yorker. Fue uno de los conductores de la revista Diez Mejores para 1993 y 1994.

## Primera generación
La primera generación del Concorde se estrenó en el 1992 North American International Auto en Detroit como un modelo 1993. Se estrenó como un solo modelo, bien equipado, que tenía un precio de $ 18.341 dólares.
De todos los sedanes de LH, la primera generación del Concorde fue la más estrechamente relacionada con el Eagle Vision. Al Concorde se le dio una imagen más tradicional que la del Visión. Los dos compartieron casi todas las planchas de metal en común, con las principales diferencias se limitan a sus parrillas, fascias traseras, molduras laterales, y las opciones de las ruedas. El Concorde presentó una versión moderna de la parrilla de Chrysler la cascada. Se divide en seis secciones divididas por franjas color de la carrocería con el logotipo de Chrysler en la franja central. La fascia trasera del Concorde fue destacada por su ancho completo y de altura completa con barra de luces entre las luces traseras, dando la apariencia de que las luces traseras se extendían por todo el tronco. De acuerdo con su posición de primer nivel, las molduras laterales de la carrocería del Concorde incorporaron un cromo brillante (más tarde de color dorado) ese trabajo no se encuentra en sus hermanos como Dodge o Eagle.

## Segunda generación
El Concorde fue completamente rediseñado para el año 1998. El nuevo diseño era similar al nuevo Chrysler LHS, sin embargo los dos modelos cada uno tenía una forma frontal única y diferentes fascias traseras. La "segunda generación" de diseño fue introducido en 1996 y se basaron en el coche de concepto Chrysler LHX. Este concepto de vehículo tenía grandes llantas de 20 plgs y un cuadro de instrumentos situado en el centro. La distancia entre ejes se ha ampliado a 124 pulgadas (3.100 mm).
A pesar de que la longitud total era cada vez mayor de 7,5 pulgadas (190 mm), su peso de la segunda generación se redujo en casi un centenar de libras. Esto se logró mediante el uso extensivo del aluminio en la suspensión trasera, el capó, así como los dos nuevos motores. Además del HP 214 (160 kW) de 3.5 litros V6, también hubo una nueva versión de 200 CV (149 kW) de 2.7litros V6 y 225 hp (168 kW) de 3.2 litros V6. El de 3.5 litros fue renovado y actualizado de salida a 253 caballos de fuerza (189 kW) y estaba disponible en el Limited 2002-2004.